# Mézerville
Mézerville är en kommun i departementet Aude i regionen Occitanien  i södra Frankrike. Kommunen ligger  i kantonen Salles-sur-l'Hers som ligger i arrondissementet Carcassonne. År 2022 hade Mézerville 97 invånare.

## Befolkningsutveckling
Antalet invånare i kommunen Mézerville
Referens: INSEE